# Blaufleckender Purpur-Röhrling
Der Blaufleckende oder Dunkle Purpur-Röhrling (Imperator rhodopurpureus, Syn. Boletus rhodopurpureus, Boletus purpureus) ist eine seltene Pilzart aus der Familie der Dickröhrlingsverwandten (Boletaceae). Er ist kein Speisepilz.

## Merkmale
Der Fruchtkörper ist aufgeschnitten an der Luft dunkel blauend und riecht aasartig. Der Geschmack des Fleisches ist mild, der Geruch säuerlich. Der Hut misst 6–15 cm im Durchmesser. Er ist polsterförmig mit matter, leicht samtig-filziger, trockener Oberfläche und in jungem Stadium grauer oder gräulich-brauner Färbung und später mit roter oder dunkel purpurroter Färbung. Der unberührte Röhrenschwamm ist ganz jung gelb und wird an der Außenfläche bald vom Stiel her orange bis auffällig blutrot. Der Stiel ist recht kurz und meist sehr dick und bauchig bis knollig und von einem feinen Netz überzogen.

## Artabgrenzung
Er ähnelt dem Blutroten Hexen-Röhrling (Rubroboletus dupainii), der in den wärmsten Regionen Zentral- und Südeuropas vorkommt, und allgemein den verschiedenen Hexen-Röhrlingen aus den Gattungen Neoboletus und Suillellus. Der ähnliche Ochsen-Röhrling (Imperator torosus) unterscheidet sich durch lange gelb bleibende Poren.

## Ökologie
Er wächst in Laubwäldern auf kalkhaltigem Boden und fruktifiziert relativ früh im Jahr (Mai bis August).

### Einzelnachweis
1. ↑  
Boris Assyov, Jean-Michel Bellanger, Paul Bertéa, Régis Courtecuisse, Gerhard Koller, Michael Loizides, Guilhermina Marques, José Antonio Muñoz, Nicolò Oppicelli, Davide Puddu, Franck Richard, Pierre-Arthur Moreau: Index Fungorum no. 243. (PDF) 21. Mai 2015, abgerufen am 23. Juni 2015.